# Vinko Globokar
Vinko Globokar (Anderny, França, 7 de julho de 1934) é um trombonista e compositor francês contemporâneo de ascendência eslovena. Atualmente reside em Paris.  
A sua música é notável pelas técnicas inconvencionais, que o aproximam de alguns dos seus contemporâneos, como é o caso e Salvatore Sciarrino and Helmut Lachenmann.
Obteve diploma em Trombone e Música de Câmara pelo Conservatório Nacional de Paris, onde estudou orquestração com René Leibowitz e contraponto com André Hodeir, tendo continuado seus estudos com Luciano Berio.. 
Ele conduziu seus trabalhos com as orquestras Westdeutscher Rundfunk, Radio France, Radio Helsinki, Radio Ljubljana, Orquestra Filarmônica de Varsóvia e Orquestra Filarmônica de Jerusalém.
De 1967 a 1976 foi professor na Musikhochschule. Em 1969 ele foi um dos fundadores do grupo de livre improvisação New Phonic Art. De 1973 a 1979 ele chefiou o departamento de pesquisa em música vocal e instrumental na IRCAM em Paris. De  1983 a 1999 ensinou orquestração com a Orquestra Giovanile Italiana em Fiesole, Florença. Em 2003 foi condecorado como membro honorário da Sociedade Internacional para a Música Contemporânea.